# LVI Festival Internacional de la Canción de Viña del Mar
El LVI Festival Internacional de la Canción de Viña del Mar, también conocido como Viña 2015, se realizó entre el 22 y el 27 de febrero de 2015 en el Anfiteatro de la Quinta Vergara, en la ciudad chilena de Viña del Mar, Región de Valparaíso. 
En la edición de 2014 del Festival Internacional de la Canción de Viña del Mar culminó el contrato con la municipalidad local y el canal de televisión Chilevisión, pero nuevamente ganó la licitación del festival entre 2015 y 2018. También se repitieron los anfitriones de la anterior edición: Rafael Araneda (quien cumplió cinco años animando el certamen) y Carolina de Moras.[cita requerida] En noviembre de ese año, Rafael Araneda y Carolina de Moras, además de la alcaldesa de Viña del Mar, Virginia Reginato, realizaron una gira promocional por Estados Unidos, específicamente en las ciudades de Las Vegas (en la ceremonia de los Grammy Latinos) y Miami.
La organización fichó a un número «anglo»: el británico Cat Stevens. Debido a los cuestionados actos de 2014, la presencia de humoristas en esta edición estuvo en duda hasta el último minuto (algo que no sucedía desde Viña 1983) cuando fueron confirmados Dinamita Show, Filomeno y Centella, estos dos últimos enfrentándose por primera vez al "Monstruo". Después fueron convocados Arturo Ruiz-Tagle (quien se presentó en 2002) y León Murillo con sus respectivas rutinas de stand-up.[cita requerida]
En enero de 2015 se anunció que no se entregarán antorchas, esto debido a la "desvalorización" que habría sufrido en años anteriores. Las canciones representantes de Chile e Italia, interpretadas por Elizabeth Morris y Michele Cortese, se alzaron como las triunfadoras de las competencias folclórica e internacional, respectivamente.

## Artistas

### Cantantes y grupos
- Luis Fonsi
- Yandel
- Ricardo Arjona
- Reik
- Alejandro Fernández
- Nicole
- Emmanuel
- Vicentico
- Pedro Aznar
- Cultura Profética
- Romeo Santos
- Noche de Brujas
- Cat Stevens
- Nano Stern
- Óscar D'León

### Humoristas
- Dinamita Show
- Centella
- Huaso Filomeno
- León Murillo
- Arturo Ruiz-Tagle

## Desarrollo
|        | Obertura.                  |
|        | Competencia folclórica     |
|        | Competencia internacional. |
| G / G  | Gaviota de plata / oro     |
| UTC -3 | Hora de Chile              |

### Día 1 (domingo 22)
| N.º | Nombre                                            | Descripción                     | Confirmación            | Actuación   | Sintonía | Premios             | Lista de temas / Rutina |
| --- | ------------------------------------------------- | ------------------------------- | ----------------------- | ----------- | -------- | ------------------- | --- |
| O   | Fundación Gabriela Mistral, Pablo Neruda, Bafochi | Obertura del Festival           | —                       | 21:58 22:11 | 00,0     | —                   | Homenaje a poetas chilenos |
| 1   | Luis Fonsi                                        | Cantante latino puertorriqueño. | 5 de noviembre de 2014  | 22:25 00:06 | 29,8     | G (23:48) G (00:00) | Ver lista 1. Somos uno 2. Imagíname sin ti 3. Respira 4. La mentira 5. Gritar 6. Se supone 7. Celebration / Claridad / Don't Stop 'till You Get Enough / No te cambio por ninguna / Get Lucky / Sussudio / Uptown Funk 8. Llueve por dentro 9. Abrazar la vida / Aunque estés con él / No te pertenece 10. Yo te propongo 11. Quisiera poder olvidarme de ti 12. ¿Quién te dijo eso? 13. Llegaste tú (con Andrés de León) 14. Que quieres de mí 15. No me doy por vencido 16. Aquí estoy yo 17. Corazón en la maleta 18. Por una mujer |
| 2   | Dinamita Show                                     | Dúo humorístico.                | 13 de diciembre de 2014 | 00:17 01:45 | 45,1     | G (01:26) G (01:28) | Ver listaTemas de los chistes: - Carrete en la playa - Métodos de conquista - Chistes cortos |
| 3   | Bobby Kimball                                     | Competencia internacional       | —                       |             | 22,7     | 4,3P                | "Living Life for Happiness" |
| 4   | Michele Cortese                                   | Competencia internacional       | —                       |             | 22,7     | 5,4P                | "Per fortuna" |
| 5   | Arturo Domínguez                                  | Competencia internacional       | —                       |             | 22,7     | 4,2P                | "Boom chiqui boom" |
| 6   | Bendito Parche                                    | Competencia folclórica          | —                       |             | 18,8     | 5,3P                | "Llegar a Nueva York" |
| 7   | Ricardo Dimaria                                   | Competencia folclórica          | —                       |             | 18,8     | 4,0P                | "Cuyanito bien planta'o" |
| 8   | Alex Ramírez y Cosa Nuestra                       | Competencia folclórica          | —                       |             | 18,8     | 5,6P                | "Sonero de callejón" |
| 9   | Yandel                                            | Cantante de reguetón            | 5 de noviembre de 2014  | 02:40 03:53 | 14       | G (03:40) G (03:50) | Ver lista 1. Hable de ti 2. Sexy movimiento 3. Mano al aire 4. Permítame (Feat. Tony Dize) 5. El doctorado (Tony Dize) 6. Da show 7. Noche de sexo 8. No sé de ella 9. Teléfono 10. Te siento 11. Lloro por ti 12. Estoy enamorado 13. Deja que hable el Dembow (Feat.Tempo) 14. Donde están las gerlas (Tempo) 15. Mayor que yo (feat. Franco "El Gorila") 16. Noche de entierro 17. Mírala bien 18. Rakata 19. Plakito (Feat. Gadiel "El General") 20. Hasta abajo 21. Algo que me gusta de ti 22. Moviendo caderas                  |

### Día 2 (lunes 23)
| N.º | Nombre           | Descripción               | Confirmación            | Actuación                                                           | Sintonía | Premios               | Lista de temas / Rutina |
| --- | ---------------- | ------------------------- | ----------------------- | ------------------------------------------------------------------- | -------- | --------------------- | --- |
| 1   | Ricardo Arjona   | Cantante guatemalteco     | 15 de diciembre de 2014 | 22:15 23:56                                                         | 41,8     | G (23:44) G (23:50)   | Ver lista 1. El problema 2. Te quiero 3. Acompáñame a estar solo 4. Dime que no 5. Cuando 6. Sin ti, sin mí 7. Desnuda 8. Invertebrado 9. Historia de taxi 10. Cavernícolas 11. Si el norte fuera el sur 12. El amor 13. Lo poco que tengo 14. Señora de las cuatro décadas 15. Te conozco 16. Apnea 17. Fuiste tú (con Gaby Moreno) 18. Me enseñaste 19. Quien diría 20. Realmente no estoy tan solo 21. Minutos 22. Mujeres |
| 2   | Centella         | Humorista.                | 13 de diciembre de 2014 | 00:10 01:01                                                         | 39       | G (00:40) G (00:53)   | Ver listaTemas de los chistes: - Chistes blancos |
| 3   | Julián Díaz      | Competencia internacional | —                       |                                                                     |          | 5,2P                  | "Baila conmigo" |
| 4   | Lori Nuic        | Competencia internacional | —                       |                                                                     | 5,6P     | "Something Beautiful" | |
| 5   | Laura Sky        | Competencia internacional | —                       |                                                                     | 4,0P     | "Mejor que te perdí"  | |
| 6   | Pasión Andina    | Competencia folclórica    | —                       |                                                                     | 00,0     | 5,1P                  | “Morena” |
| 7   | Elizabeth Morris | Competencia folclórica    | —                       |                                                                     | 00,0     | 6,2P                  | “La mejicana” |
| 8   | Marco Castillo   | Competencia folclórica    | —                       |                                                                     | 00,0     | 5,2P                  | “Forró no Canadá” |
| 9   | Reik             | Banda musical romántico   | 5 de noviembre de 2014  | 01:59 03:03 03:04 (1) Cierre de Transmisiónes 03:15 (2) Cierre real | 15,5     | G (02:53) G (02:59)   | Ver lista 1. Peligro 2. Inolvidable 3. Noviembre sin ti 4. Fui 5. Niña 6. Me duele amarte 7. Con la cara en alto 8. Vuelve 9. Déjate llevar 10. Te fuiste de aquí 11. Invierno 12. Yo quisiera 13. Que vida la mía 14. Creo en ti 15. Sabes 16. Tu mirada |

### Día 3 (martes 24)
| N.º | Nombre                      | Descripción                  | Confirmación | Actuación   | Sintonía | Premios             | Lista de temas / Rutina |
| --- | --------------------------- | ---------------------------- | ------------ | ----------- | -------- | ------------------- | --- |
| 1   | Alejandro Fernández         | Cantante mexicano            |              | 22:14 00:02 | 31       | G (23:29) G (23:40) | Ver lista 1. Cóncavo y convexo 2. Se me va la voz 3. Qué voy a hacer con mi amor 4. Desahogo 5. Hoy tengo ganas de ti 6. Me hace tanto bien 7. Te amaré 8. Te voy a perder 9. Canta corazón 10. Me dediqué a perderte 11. Si tu supieras 12. ¿Dónde vas tan sola? 13. Mátalas 14. Que lastima 15. Cascos ligeros 16. Sin tantita pena 17. Es la mujer 18. Como quien pierde una estrella 19. Las llaves de mi alma 20. Por tu maldito amor 21. Mujeres divinas 22. Me voy a quitar de en medio 23. Para siempre 24. Hermoso cariño 25. Estos celos 26. Acá entre nos 27. De qué manera te olvido |
| 2   | Huaso Filomeno              | Humorista                    |              | 00:09 00:52 | 36       | G (00:42) G (00:43) | Ver listaTemas de los chistes: - El huaso chileno - El campo - Chistes blancos |
| 3   | Nicole                      | Cantante chilena de pop rock |              | 00:57 01:52 |          | G (01:39) G (01:41) | Ver lista 1. Hoy 2. Extraño ser 3. Esperando nada 4. Noche 5. Pequeñas cosas buenas 6. Despiértame 7. Culpables 8. Dame luz 9. Tal vez me estoy enamorando 10. Sin gamulán |
| 3   | Bobby Kimball               | Competencia internacional    | —            |             | 00,0     | 3,1P                | "Living Life for Happiness" |
| 4   | Michele Cortese             | Competencia internacional    | —            |             | 00,0     | 6,3P                | "Per fortuna" |
| 5   | Arturo Domínguez            | Competencia internacional    | —            |             | 00,0     | 4,2P                | "Boom chiqui boom" |
| 6   | Bendito Parche              | Competencia folclórica       | —            |             | 00,0     | 5,5P                | "Llegar a Nueva York" |
| 7   | Ricardo Dimaria             | Competencia folclórica       | —            |             | 00,0     | 4,0P                | "Cuyanito bien planta'o" |
| 8   | Alex Ramírez y Cosa Nuestra | Competencia folclórica       | —            |             | 00,0     | 5,2P                | "Sonero de callejón" |
| 9   | Emmanuel                    | Cantante mexicano de baladas |              | 02:50 04:01 |          | G (03:42) G (03:43) | Ver lista 1. Corazón de melao 2. No he podido verte 3. Tengo 4. Terco corazón 5. Poble diablo 6. Quiero dormir cansado 7. Detenedla ya 8. Ella 9. Bella señora 10. Solo (con Alexander Acha) 11. Sentirme vivo 12. La chica de humo 13. La última luna 14. Toda la vida |

### Día 4 (miércoles 25)
| N.º | Nombre               | Descripción                       | Confirmación | Actuación   | Sintonía | Premios             | Lista de temas / Rutina |
| --- | -------------------- | --------------------------------- | ------------ | ----------- | -------- | ------------------- | --- |
| O   | Obertura de la noche | Homenaje a Gustavo Cerati         | —            | 22:00 22:06 | 00,0     | —                   | Ver lista - Zona de promesas (Pedro Aznar y Gustavo Cerati) |
| 1   | Vicentico            | Cantante argentino de rock latino |              | 22:15 23:48 | 32       | G (23:19) G (23:43) | Ver lista 1. Ya no te quiero 2. Un diamante 3. Viento 4. Si me dejan 5. El rey del rock & roll 6. No te apartes de mí 7. Siguiendo la luna 8. Algo contigo 9. Creo que me enamoré 10. Paisaje 11. Esclavo de tu amor 12. Morir a tu lado 13. Solo un momento 14. Basta de llamarme así 15. Tiburón 16. Los caminos de la vida 17. Vasos vacíos                        |
| 2   | León Murillo         | Humorista                         |              | 00:00 00:46 | 38,6     | G (00:36) G (00:38) | Ver listaTemas de los Chistes: - Contingencia nacional - Problemas de pareja |
| 3   | Pedro Aznar          | Cantante argentino                |              | 00:50 01:40 |          | G (01:26) G (01:33) | Ver lista 1. Quebrado 2. Mientes 3. Tu amor 4. Rencor 5. Ya no hay forma de pedir perdón 6. Como la cigarra 7. A primera vista 8. A cada hombre, a cada mujer 9. Deja la vida volar 10. Sueño del retorno |
| 4   | Julián Díaz          | Competencia internacional         | —            | 01:47 01:50 | 00,0     | 5,1P                | "Baila conmigo" |
| 5   | Lori Nuic            | Competencia internacional         | —            | 01:51 01:55 | 00,0     | 6,0P                | "Something Beautiful" |
| 6   | Laura Sky            | Competencia internacional         | —            | 01:56 01:59 | 00,0     | 3,7P                | "Mejor que te perdí" |
| 7   | Pasión Andina        | Competencia folclórica            | —            | 02:11 02:14 | 00,0     | 5,4P                | “Morena” |
| 8   | Elizabeth Morris     | Competencia folclórica            | —            | 02:15 02:19 | 00,0     | 6,5P                | “La mejicana” |
| 9   | Marco Castillo       | Competencia folclórica            | —            | 02:19 02:23 | 00,0     | 4,5P                | “Forró no Canadá” |
| 10  | Cultura Profética    | Grupo de reggae puertorriqueño    |              | 02:37 03:50 |          | G (03:28) G (03:38) | Ver lista 1. Rimas pa' seducir 2. Ritmo que pesa 3. La complicidad 4. Nadie se atreve 5. Para estar 6. Ilegal 7. Sube el humo 8. Amante luz 9. Música sin tiempo 10. De tope al fondo 11. Baja la tensión 12. Un deseo 13. De antes 14. Saca, prende y sorprende Fuera de transmisión 1. En la oscuridad 2. Buffalo soldier 3. El verso terso 4. ¿Qué tiempo se vive? |

### Día 5 (jueves 26)
| N.º | Nombre                      | Descripción                                    | Confirmación          | Actuación   | Sintonía | Premios             | Lista de temas / Rutina |
| --- | --------------------------- | ---------------------------------------------- | --------------------- | ----------- | -------- | ------------------- | --- |
| 1   | Romeo Santos                | Cantautor dominicano-estadounidense de bachata | 15 de octubre de 2014 | 22:11 23:51 | 39       | G (23:30) G (23:44) | Ver lista 1. Inocente 2. Amigo 3. Fui a Jamaica 4. Loco 5. Cancioncitas de amor 6. Medley: Su veneno/ Promise 7. Noche de sexo 8. Medley: Soberbio/ 7 días/ La diabla/ Tu jueguito/ Llévame contigo/ Un beso 9. Necio 10. Mi santa 11. Odio 12. Eres mía 13. Medley: Todavía me Amas/ Amor de madre 14. Obsesión 15. Propuesta indecente |
| 2   | Michele Cortese             | Competencia internacional                      | —                     | 00:11 00:14 | 26,7     | P                   | Per fortuna |
| 3   | Julián Díaz                 | Competencia internacional                      | —                     | 00:15 00:19 | 26,7     | P                   | Baila conmigo |
| 4   | Loric Nuic                  | Competencia internacional                      | —                     | 00:20 00:23 | 26,7     | P                   | Something Beautiful |
| 5   | Bendito Parche              | Competencia folclórica                         | —                     | 00:37 00:40 | 25,1     | P                   | Llegar a Nueva York |
| 6   | Elizabeth Morris            | Competencia folclórica                         | —                     | 00:40 00:44 | 25,1     | P                   | La mejicana |
| 7   | Álex Ramírez y Cosa Nuestra | Competencia folclórica                         | —                     | 00:44 00:48 | 25,1     | P                   | Sonero de callejón |
| 8   | Noche de Brujas             | Agrupación musical chileno                     | 14 de enero de 2015   | 01:07 02:10 |          | G (01:53) G (01:54) | Ver lista 1. Desnudos 2. Devuélveme 3. Eres todo 4. Enséñame a olvidarte 5. Pagarás 6. Pecadora 7. Tu perfume 8. Dale 9. Te quiero a morir 10. Tu primera vez 11. Dime por qué 12. Bailando (Cover de Enrique Iglesias) 13. Debería odiarte 14. Entrégame 15. Óyeme 16. Me gusta todo de ti                                              |

### Día 6 (viernes 27)
| N.º | Nombre            | Descripción                                                       | Confirmación | Actuación   | Sintonía | Premios             | Lista de temas / Rutina |
| --- | ----------------- | ----------------------------------------------------------------- | ------------ | ----------- | -------- | ------------------- | --- |
| 1   | Yusuf Cat Stevens | Cantautor británico de rock y pop                                 |              | 22:13 23:56 | 30       | G (23:39) G (23:40) | Ver lista 1. Wild World 2. Where do the Children Play? 3. The First Cut is the Deepest 4. Here Comes my Baby 5. Dying to Live 6. You Are my Sunshine 7. Oh Very Young 8. (Remember the Days of the) Old Schoolyard 9. Sad Lisa 10. Miles from Nowhere 11. People Get Ready 12. Maybe There's a World / All You Need is Love 13. If You Want to Sing Out, Sing Out 14. How Can I Tell You 15. Tuesday's Dead 16. Roadsinger 17. Moonshadow 18. The Devil Came from Kansas 19. Trouble 20. Sitting 21. Big Boss Man 22. Rubylove 23. Morning Has Broken 24. Peace Train 25. Father and Son 26. Another Saturday Night |
| 2   | Arturo Ruiz-Tagle | Humorista chileno                                                 |              | 00:09 01:16 |          | G (01:04) G (01:13) | Ver listaTemas de los chistes: - Sexo - Carrete (Fiesta nocturna) - Contingencia política - Actualidad nacional - Tribus urbanas - Religiones - Historias de "Arturito" |
| 3   | Michele Cortese   | Ganador Competencia internacional                                 |              | 01:21 01:24 | 00,0     | P                   | Per fortuna |
| 4   | Elizabeth Morris  | Ganadora Competencia folclórica                                   |              | 01:25 01:28 | 00,0     | P                   | La mejicana |
| 5   | Nano Stern        | Cantante y compositor chileno de folk, world music, trova e indie |              | 01:41 02:30 |          | G (02:23) G (02:24) | Ver lista 1. Un gran regalo 2. Carnavalito del ciempiés 3. Un elefante se balanceaba 4. Tejequeteteje 5. Casualidad 6. La puta esperanza 7. La raíz 8. El vino y el destino (junto a Juan Ayala) 9. Dos cantores 10. Necesito una canción |
| 6   | Óscar D'León      | Cantante venezolano de salsa y boleros                            |              | 02:40 03:26 |          | G (03:21) G (03:22) | Ver lista 1. Llorarás 2. Bravo de verdad 3. Yo quisiera 4. Bemba colorá 5. Que bueno baila usted 6. Frenesí 7. Ella vive contigo 8. Mi bajo y yo 9. La vida es un carnaval (por una corista) 10. La mazucamba 11. Ran kan kan |

## Competencias

### Jurado
- Oscar D'León
- Nicole
- Iván Núñez
- María Alejandra Requena
- Pedro Aznar (presidente del jurado)
- Isidora Urrejola
- Nano Stern
- Ignacio Gutiérrez
- Alejandro Guarello
- Náyade Jara (jurado del pueblo)

### Competencia folclórica

#### Participantes
Los siguientes fueron los participantes del género folclórico en esta versión del Festival:
| País      | Título                   | Intérprete                  | Letra y música                            | Posición                   |
| --------- | ------------------------ | --------------------------- | ----------------------------------------- | -------------------------- |
| Chile     | «La mejicana»            | Elizabeth Morris            | Elizabeth Morris                          | Ganadora                   |
| Perú      | «Sonero de callejón»     | Álex Ramírez y Cosa Nuestra | Luis Alberto Manrique                     | Finalista Mejor intérprete |
| Colombia  | «Llegar a Nueva York»    | Bendito Parche              | Luis Felipe Valencia y Alejandro Calderón | Finalista                  |
| Bolivia   | «Morena»                 | Pasión Andina               | Nelzon Gutiérrez                          | Eliminada en primera ronda |
| Brasil    | «Forró no Canadá»        | Marco Castillo              | Marco Castillo                            | Eliminada en primera ronda |
| Argentina | «Cuyanito bien planta'o» | Ricardo Dimaría             | Ricardo Dimaría                           | Eliminada en primera ronda |

### Competencia internacional

#### Participantes
Los siguientes fueron los participantes del género internacional en esta versión del Festival:
| País           | Título                           | Intérprete       | Letra y música                           | Posición                   |
| -------------- | -------------------------------- | ---------------- | ---------------------------------------- | -------------------------- |
| Italia         | «Per fortuna»                    | Michele Cortese  | Franco Simone                            | Ganador Mejor intérprete   |
| Canadá         | «Something beautiful»            | Lori Nuic        | Lori Nuic, Jeff Dalziel y Karen Kosowski | Finalista                  |
| Colombia       | «Baila conmigo»                  | Julián Díaz      | Andrés Upegui                            | Finalista                  |
| Chile          | «Boom chiqui boom»               | Arturo Domínguez | Arturo Domínguez y Antony Albert         | Eliminada en primera ronda |
| Estados Unidos | «Living your life for happiness» | Bobby Kimball    | Bobby Kimball y Tommy Denander           | Eliminada en primera ronda |
| Argentina      | «Mejor que te perdí»             | Laura Sky        | Dany Tomas y Daniel Reschigna            | Eliminada en primera ronda |

## Gala
La Gala del Festival de Viña del Mar da el puntapié inicial para inaugurar cada una de las ediciones, por esta desfilan los animadores del festival, así como  artistas, rostros de televisión, actores, periodistas, deportistas y modelos. En el desfile por la alfombra roja se enfrentaron a la Glam Cam (54 fotografías simultáneas), la cámara 360° y la «mani cam». Fue conducida por Francisca García-Huidobro, con las entrevistas realizadas por Julio César Rodríguez y Lucía López y los comentarios de moda del diseñador Rubén Campos.[cita requerida]
Los encargados de cerrarla fueron los amimadores del Festival Carolina de Moras y Rafael Araneda.[cita requerida]

## Índice de audiencia
| Noche                                    | Fecha                                    | Índice de audiencia                      | Posición diaria |
| ---------------------------------------- | ---------------------------------------- | ---------------------------------------- | --------------- |
| Gala                                     | 20 de febrero de 2015                    | 34,3 %                                   | #1              |
| 1°                                       | 22 de febrero de 2015                    | 26,9 %                                   | #1              |
| 2°                                       | 23 de febrero de 2015                    | 25,6 %                                   | #1              |
| 3°                                       | 24 de febrero de 2015                    | 22,2 %                                   | #3              |
| 4°                                       | 25 de febrero de 2015                    | 20,1 %                                   | #4              |
| 5°                                       | 26 de febrero de 2015                    | 25,2 %                                   | #1              |
| 6°                                       | 27 de febrero de 2015                    | 23,0 %                                   | #1              |
| Rating promedio (sin considerar la Gala) | Rating promedio (sin considerar la Gala) | Rating promedio (sin considerar la Gala) | 23,8%           |

## Emisión
Distintos países emitieron el festival que en diferentes plataformas que logran captar más de 150 millones de espectadores, estas fueron:

### Radio
- Argentina: Cadena 3
- Chile: ADN Radio Chile y Radio Pudahuel

### Televisión
- Bolivia: Unitel
- Chile: Chilevisión
- Colombia: City TV
- Ecuador: Ecuador TV[9]
- Estados Unidos: NBC Universo[10]
- Guatemala: Azteca Guate
- Puerto Rico: WAPA-TV[11]
- Venezuela: TVes[12]
- Emisión para América Latina y el Caribe: TNT[13]
- Emisión mundial: HTV

## Reina del Festival
En esta edición la elección de la "Reina del Festival de Viña del Mar" cumplió 33 años de historia, todo comenzó cuando en 1982 la reina fue elegida por primera vez por la prensa acreditada de ese entonces, y la ganadora resultó ser la cantante, actriz y bailarina italiana Raffaella Carrà, desde allí se tiene conteo de las reinas elegidas oficialmente, no obstante Carrà no fue la primera reina, sino fue la coanimadora del Festival de Viña 1979 María Graciela Gómez, que fue elegida espontáneamente por el público de Viña en ese entonces, por lo que no cuenta en los registros como reina oficial.

### Candidatas paraReina del Festival
| #             | País                 | Candidata         | Ocupación                        | Participa en  | Canal          | Resultados        |
| ------------- | -------------------- | ----------------- | -------------------------------- | ------------- | -------------- | ----------------- |
| 1°            | Bandera de Chile     | Jhendelyn Núñez   | Modelo y bailarina               | Bienvenidos   | Canal 13       | 164 votos 63,81 % |
| 2°            | Bandera de Chile     | Katherine Salosny | Animadora de televisión y actriz | Mucho gusto   | Mega           | 59 votos 22,96 %  |
| 3°            | Bandera de Chile     | Daniella Chávez   | Modelo y bailarina               | Intrusos      | La Red         | 27 votos 10,51 %  |
| 4°            | Bandera de Argentina | Flavia Fucenecco  | Modelo                           | Toc show      | UCV Televisión | 7 votos 2,72 %    |
| Votos totales | Votos totales        | Votos totales     | Votos totales                    | Votos totales | Votos totales  | 257 votos 100 %   |